# والنتین بوبوکین
والنتین بوبوکین (روسی: Валентин Борисович Бубукин؛ ۲۳ آوریل ۱۹۳۳ – ۳۰ اکتبر ۲۰۰۸) بازیکن و مربی فوتبال اهل اتحاد جماهیر شوروی سوسیالیستی بود.
وی همچنین برندهٔ جوایزی همچون نشان دوستی و مدال شجاعت کار شده‌است.
از باشگاه‌هایی که در آن بازی کرده‌است می‌توان به باشگاه فوتبال زسکا مسکو و باشگاه فوتبال لوکوموتیو مسکو اشاره کرد.
وی همچنین در تیم ملی فوتبال شوروی بازی کرده‌است.